# Peter Christen Asbjørnsen
Peter Christen Asbjørnsen, född 15 januari 1812 i Kristiania (nuvarande Oslo), död där 5 januari 1885, var en norsk folklorist, forstman och naturforskare. 
Asbjørnsen insamlade och utgav 1841–1843 folksagosamlingarna Norske folkeeventyr tillsammans med Jørgen Moe. Han utgav därefter Norske huldreeventyr og folkesagn (1845–1848), och Norske folkeeventyr. Ny samling (1871). Dessutom var han flitigt verksam särskilt på naturvetenskapligt område, och gjorde undersökningar av fjordarnas djupvattenfauna, varvid han upptäckte sjöstjärnesläktet Brisinga, en övergångsform mellan nutida och fossila former. Asbjørnsen utgav även en kokbok, Fornuftigt madstel (1864, svensk översättning 1871), som väckte långvarig polemik, den så kallade store grautstriden. Han utnämndes 1860 till forstmester och idkade flitigt författarskap om skogsvård, torvberedning med mera.